# Danvers
Danvers est une ville des États-Unis, située dans le Massachusetts, comté d'Essex. Fondée en 1636 par des puritains anglais, la ville se nommait autrefois Salem Village. Elle est proche de la ville de Salem (Massachusetts).
La plupart des victimes et des accusateurs du procès des sorcières de Salem en 1692 vivaient à Salem Village, devenue Danvers en 1752. Les premiers interrogatoires y eurent lieu en février 1692 avant que le reste de la procédure et le procès lui-même ne se déroulent à Salem (alors Salem Town) en mai 1692.
La ville s'étend sur 36,5 km2, comprenant 2,1 km2 d'eau (5,75 % de la surface totale).
Au dernier recensement de 2000, la ville comptait 25 212 personnes, 9 555 foyers et 6 564 familles. La densité de population s'élevait à 733 personnes/km2. 

## Hôpital psychiatrique de Danvers
Le Danvers State Hospital est l'un des plus célèbres hôpitaux psychiatriques de Nouvelle-Angleterre. Construit en 1878 selon les principes du Docteur Kirkbride. Abandonné depuis juin 1992 ses fenêtres ont été murées puis il a été en majorité démoli en 2007. Il a inspiré le film d'épouvante Session 9.

## Carte de Salem Village

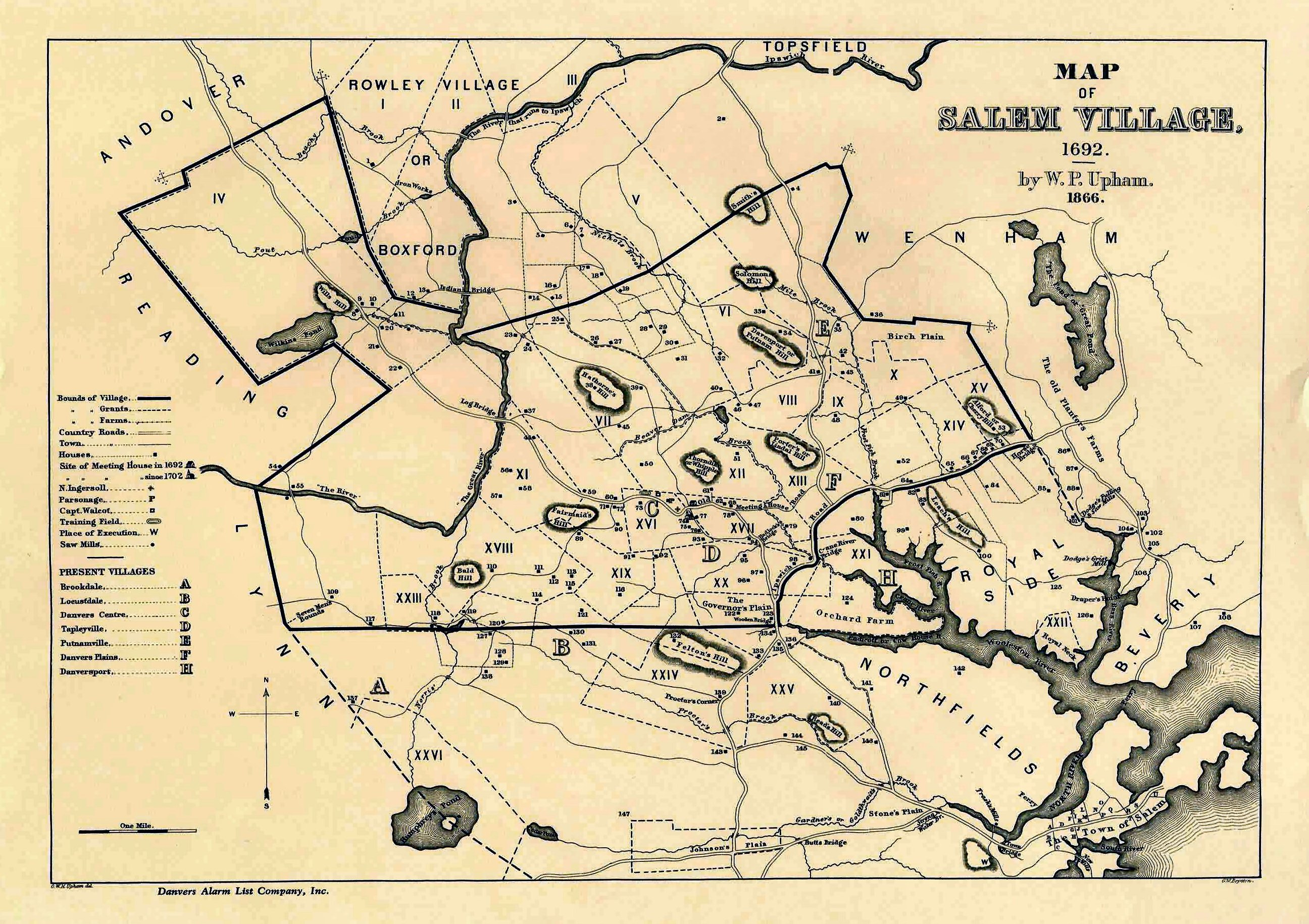
Carte de Salem Village en 1692

## Transports
- Aéroport régional de Beverly, situé en partie sur le territoire de Danvers.

## Personnalité
Leo Sexton, champion olympique du lancer du poids en 1932, est né à Danvers.